# Vingpennan
Vingpennan var ett litteraturpris instiftat av Litteraturfrämjandet.

## Stipendiater
- 1981 – Elsa Olenius
- 1982 – Nils Beyer
- 1984 – Axel Strindberg
- 1986 – Olof Lagercrantz
- 1988 – Sandro Key-Åberg
- 1989 – Alf Henrikson